# Paul Harris (Musikpädagoge)
Paul Harris (* 1955) ist ein englischer Musikpädagoge, Komponist und Klarinettist.

## Leben und Werk
Paul Harris studierte Klarinette an der Royal Academy of Music (an welcher er mit dem "August Mann Prize" ausgezeichnet wurde) sowie Musikpädagogik an der Universität London.
Der Schwerpunkt seiner Arbeit gilt musikpädagogischen bzw. -didaktischen Aspekten, etwa mit Publikationen wie The Music Teacher’s Companion oder Lehrwerken für Klarinette. Außerdem verfasst er regelmäßig Beiträge über Musikerziehung und Musikunterricht in Zeitschriften wie Music Teacher, BBC Music Magazine oder ABRSM’s Libretto und wirkt als Leiter musikpädagogischer Seminare in Großbritannien und Übersee. Gemeinsam mit Anthony Meredith verfasste Harris eine Biographie des englischen Komponisten Malcolm Arnold (Malcolm Arnold: Rogue Genius).
Zu Paul Harris’ Kompositionen zählen neben zahlreichen Unterrichtsstücken auch fünf Konzerte, ein Ballett und eine Kinderoper.